# Frederic Creswell
Pour l’article homonyme, voir Creswell.
Le colonel Frederick Hugh Page Creswell (né à Gibraltar le 13 novembre 1866 et mort le 25 août 1948 au Cap en Afrique du Sud) est un militaire britannique, un ingénieur des mines et un homme politique sud-africain, fondateur et dirigeant du Parti travailliste sud-africain, membre du parlement (1910-1915/1917-1921/1924-1938), ministre de la défense de 1924 à mars 1933 et ministre de l'emploi et des affaires sociales (1924-1925 et 1929-1933) dans le gouvernement Hertzog. 

## Enfance
Né à Gilbratar en 1866, F.H.P. Creswell est le fils d'Edmund Creswell fonctionnaire de l'administration des postes royales et de son épouse Mary M. W. Fraser. 
Il effectue des études supérieures en Angleterre et sort diplômé d'ingénierie de l'école royale des Mines. 

## Carrière professionnelle
Ingénieur des mines, Creswell travaille dans le secteur minier d'abord au Venezuela puis en Asie mineure avant d'émigrer en Afrique australe, d'abord en Rhodésie du Sud (1893) puis au Transvaal et enfin à Durban au Natal où il a été nommé directeur de la Deep Mine. Il participe à la seconde guerre des Boers dans les troupes britanniques avec le rang de lieutenant au sein du régiment impérial de cavalerie légère (Imperial Light Horse).
Quand l'activité minière recommence dans le Witwatersrand au Transvaal, il est recruté pour être le directeur général de la Village Main Reef Mine à Johannesbourg. Il se fait remarquer par son opposition active à l'immigration de main d'œuvre asiatique dans les mines du Transvaal, destinée à remplacer la main d'œuvre blanche aux coûts trop élevés. Il  démissionne de son poste de directeur en 1903 pour prendre la direction d'une campagne nationale visant à mettre fin au recrutement de travailleurs chinois. Dans ce but, il mène avec succès une grève des mineurs en 1907. 

## Carrière politique
En mars 1910, il est l'un des fondateurs du parti travailliste sud-africain dont il prend la direction. Lors des premières élections générales organisées dans la toute jeune Union de l'Afrique du Sud le 5 septembre 1910, il est l'un des trois élus du parti travailliste à entrer au nouveau parlement après avoir remporté la circonscription de Jeppes contre le candidat du parti unioniste. 
Bien que parlementaire et dirigeant travailliste, il est arrêté pour ses activités durant la grève des mineurs en 1914. Candidat aux élections de 1915 dans la circonscription de la vallée de Bezuidenhout, Creswell est battu de treize voix par son adversaire unioniste. Parallèlement à ses activités politiques, Creswell participe à la Première Guerre mondiale dans les rangs de l'armée sud-africains déployée en Afrique de l'Ouest et en Afrique de l'Est. Il termine la guerre avec le rang de lieutenant-colonel. 
En janvier 1917, il redevient membre du parlement à la faveur d'une élection partielle dans la circonscription de Troyeville et est réélu lors des élections de 1920 puis battu un an plus tard contre le candidat du parti sud-africain. 
En 1923, après la répression de la révolte ouvrière du Witwatersrand par le gouvernement de Jan Smuts, il se rapproche de Tielman Roos, le chef du Parti national dans le Transvaal. Le parti travailliste, que Creswell dirige, conclut alors un pacte de gouvernement avec le Parti National en vue des élections générales de 1924 qu'ils remportent contre le Parti sud-africain de Smuts. 
Creswell, élu au parlement dans la circonscription de Denver, entre alors dans le gouvernement de James Barry Hertzog où il devient le tout premier ministre du Travail (de l'emploi) d'Afrique du Sud et exerce également les fonctions de ministre de la défense.

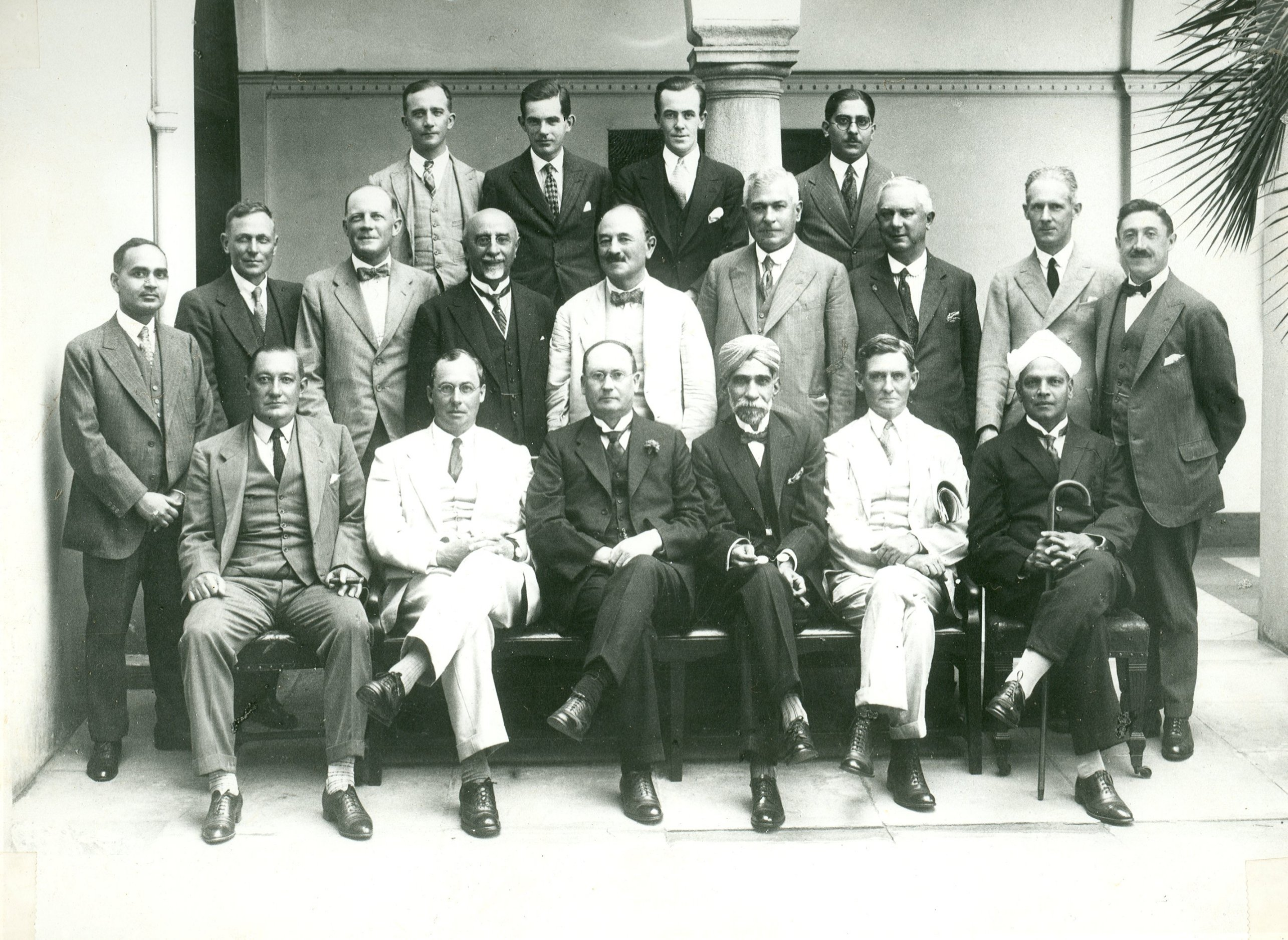
Conférence indo-sud-africaine de décembre 1926 : Frederic Creswell est au premier rang, deuxième en commençant par la droite.
Son collègue au gouvernement, Daniel Malan, est au centre, également au premier rang.

En 1928, le parti travailliste se divise en deux factions. Une faction plus à gauche, qui l'emporte au sein du conseil national du parti, soutient Walter Madeley, le ministre des postes, des télégraphes et des travaux publics qui est entré en négociation avec l'Industrial and Commercial Workers' Union, un syndicat mixte racialement. Ce rapprochement mène à la démission générale du gouvernement et à la formation d'un nouveau gouvernement ne comprenant pas Madeley. L'autre faction est celle de Creswell qui continue à participer au gouvernement au côté du parti national et ne reconnait plus l'autorité du conseil national de son propre parti. L'Afrique du Sud se retrouve alors de fait avec deux partis travaillistes.
En 1929, le Parti National obtient la majorité absolue au parlement mais Creswell, réélu dans la circonscription de Denver, est maintenu au gouvernement en dépit des attaques de l'aile droite du Parti National qui lui demande d'abjurer le socialisme et le communisme. 
À la suite des élections de 1933 et au ralliement de nombreux partisans de Creswell au parti uni, la faction de Madeley devient de facto l'unique représentante du parti travailliste. Pour sa part, Creswell, qui s'est fait élire à Bellville, reste fidèle au parti travailliste et refuse de rejoindre le parti uni et reconnait l'autorité du conseil national du parti travailliste dirigé par Walter Madeley. 
En 1935, Creswell préside la conférence annuelle internationale des organisations travaillistes à Genève en Suisse. 
En 1938, il quitte le parlement et se retire avec son épouse au Cap où il meurt sans postérité en 1948.

## Hommage
Un navire d'attaque rapide fut baptisé en son honneur SAS Frederic Creswell. Il fut renommé SAS Adam Kock en 1997. 

## Sources
- J.P.C. Mostert, Politieke Partye in Suid-Afrika, Instituut vir Eietydse Geskiedenis, U.O.V.S., Bloemfontein, 1986.
- Eric Rosenthal, Encyclopaedia of Southern Africa, Juta and Company Limited, Le Cap et Johannesbourg, 1978.
- C.F. Albertyn, (hoofred.), Die Afrikaanse Kinderensiklopedie, Nasou, Le Cap, 1972.